# Ensalada de judías

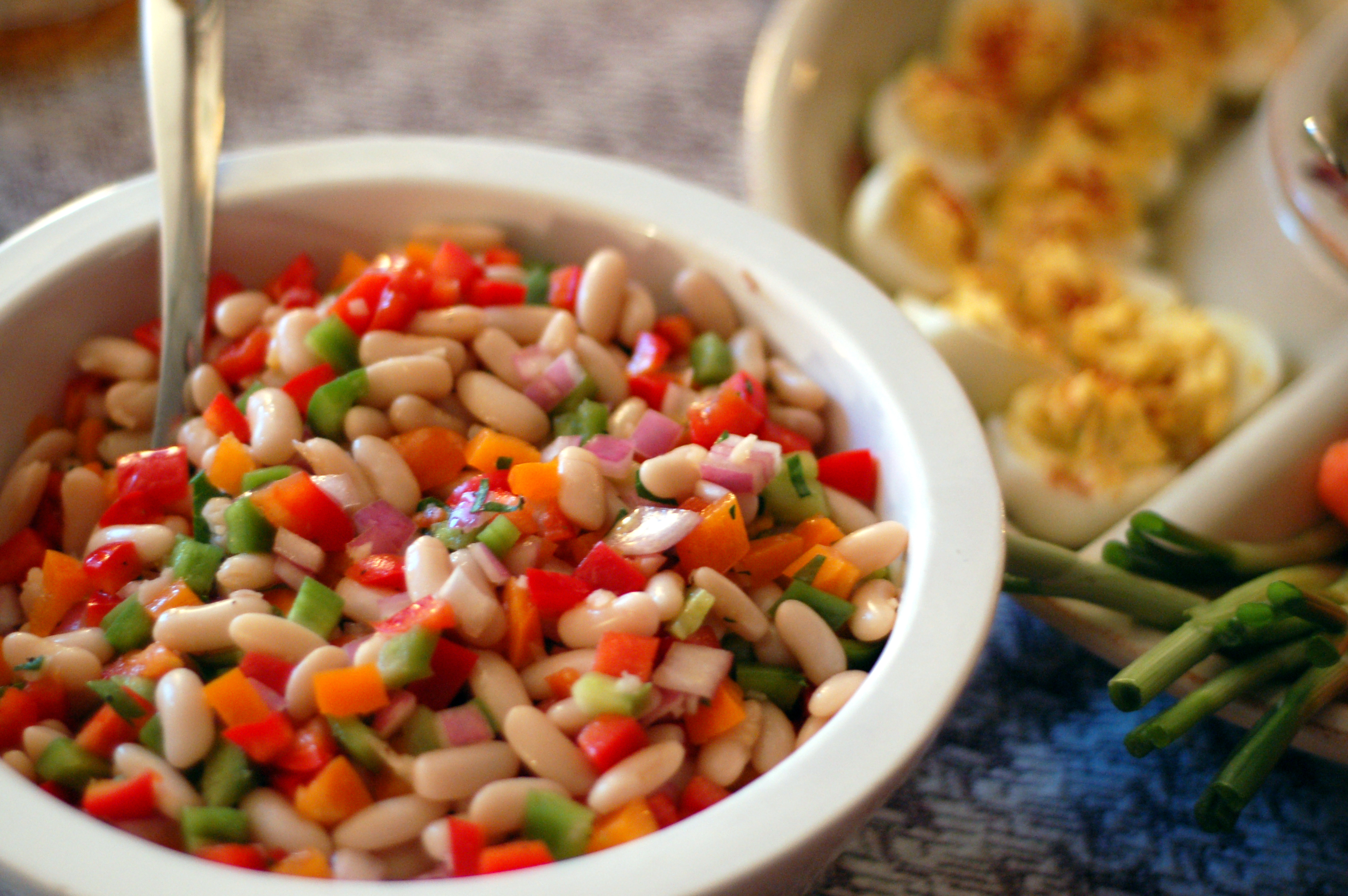
Ensalada colorida de judías y verduras diversas finamente picadas.

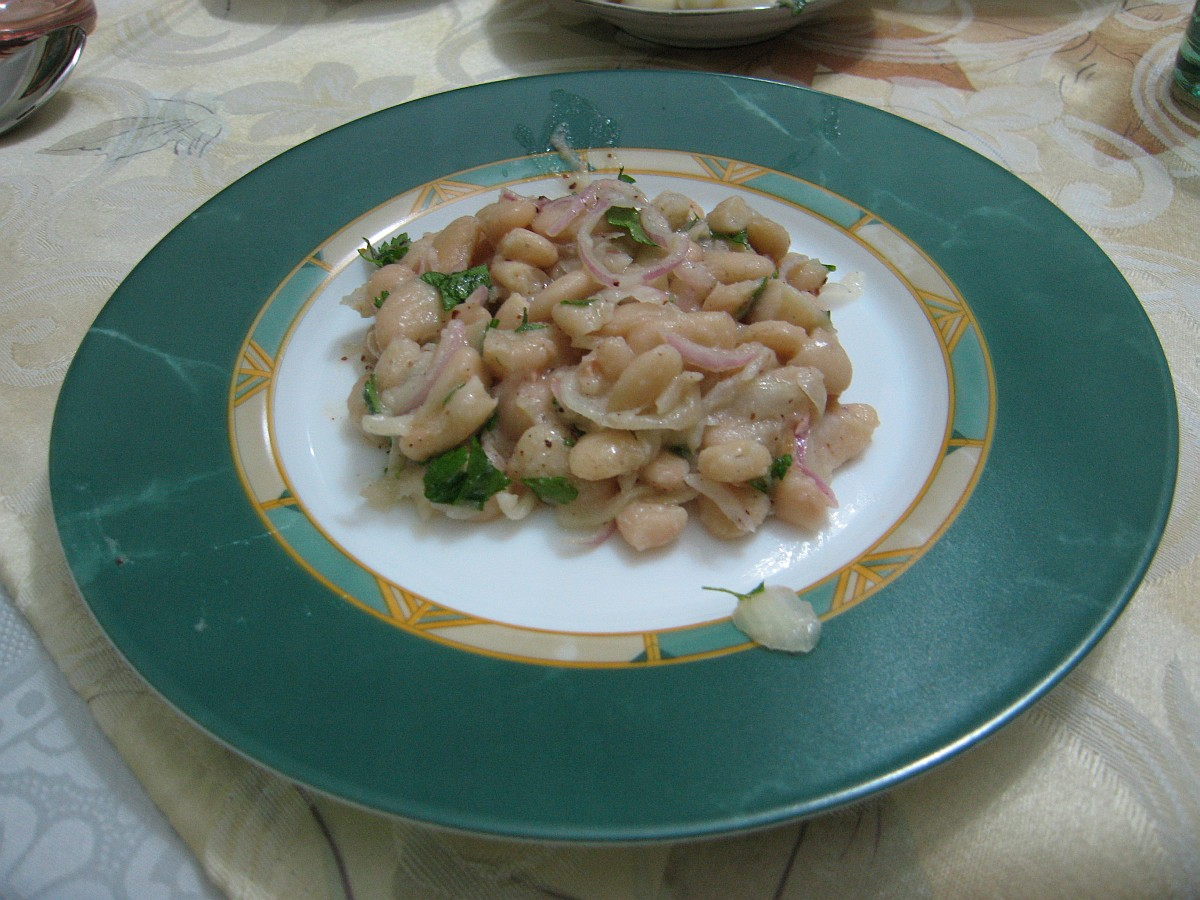
Un plato de piyaz.

Ensalada de judías es un tipo de ensalada que se elabora con judías (Phaseolus vulgaris) y una mezcla de verduras finamente picadas. Es una especie de ensalada fría, que se sirve en los meses de verano. Son muchas las cocinas del mundo que emplean este tipo de ensalada, las verduras de acompañamiento. 

## Características

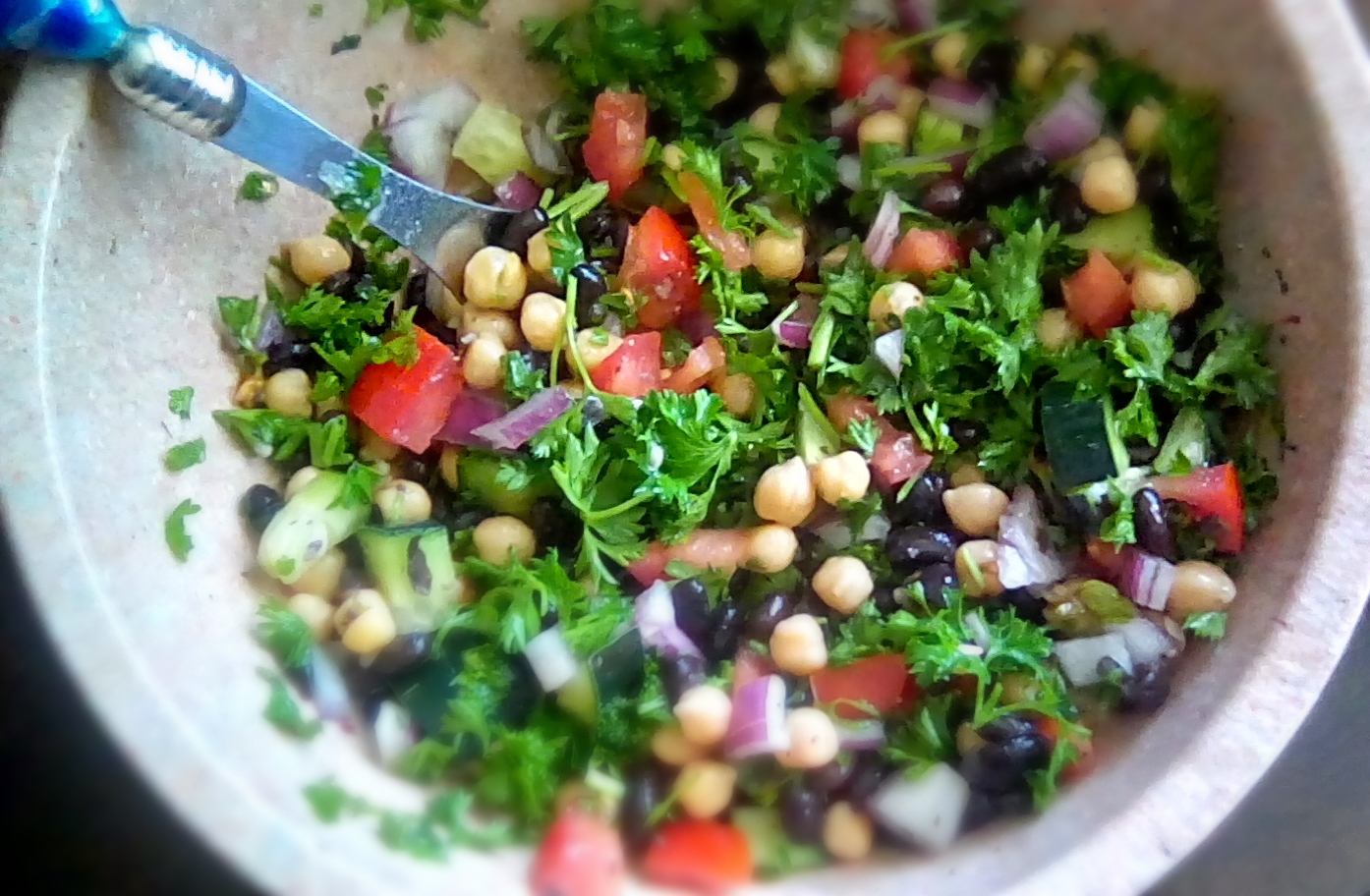
Balela, ensala mediterránea de judías

Las judías empleadas en la elaboración de este plato se suelen someter a una cocción previamente, y suelen acompañarse de una vinagreta. Es costumbre picar diversas verduras como pimientos (generalmente de diversos colores), tomates,  cebollas, etc. Todas ellas cortadas del mismo tamaño que las judías. En algunas ocasiones se suele dulcificar con un poco de azúcar o fructosa. Este tipo de ensaladas suelen conservarse fácilmente en un refrigerador. 

## Variantes
En la cocina de estadounidense se denomina 'three bean salad' (ensalada de tres tipos de judías).  Puede encontrarse igualmente en otras cocinas como la mexicana. En la cocina armenia un plato elaborado de forma similar es el Piyaz.